# يوري نيكولين
يوري نيكولين (بالروسية: Юрий Владимирович Никулин)
من مواليد 1921 ووفيات 1997 هو ممثل روسي كوميدي ومهرج ومدير سيرك مشهور، مثل في العديد من الأفلام ذات الشعبية.

## حياته
ولد يوري نيكولين في 18 ديسمبر عام 1921 في مقاطعة سمولينسك بغرب روسيا.وولع منذ طفولته بالسيرك وحلم ان يصبح مهرجا.
بعد التخرج من المدرسة الثانوية عام 1939 تم تجنيده ليخدم في الجيش الأحمر بسلاح المدفعية المضادة للطائرات. وشارك في الحربين وهما الحرب مع فنلندا والحرب الوطنية العظمى. وترقى إلى رتبة رقيب أول قبل ان يتم تسريحه من الجيش عام 1946.
وحاول يوري نيكولين في العام نفسه الالتحاق ببعض معاهد المسرح ومعهد الفن السينمائي في موسكو (ВГИК). لكن كل محاولاته باءت بالفشل لان لجان التحكيم لم تكشف لديه أي مواهب بوجهة نظر اعضائها. وبعد ذلك قرر الالتحاق باستوديو الفنون الفكاهية لدى سيرك موسكو الذي قبله بكل سرور. ومنذ عام 1950 بدأ يعمل على مانيج سيرك موسكو بشارع تسفيتنوي بولفار مساعدا للمهرج المعروف كارانداش، ثم تعرف على مهرج آخر وهو ميخائيل شويدين الذي أصبح شريكا له في مزاولة مهنة المهرج على مدى سنوات.
وكان فن السينما حبا آخر بالنسبة اليه. وقام بأداء أكثر 40 دورا في مختلف اصناف الافلام. وبينها افلام كوميدية مثل "الكلب باربوس والمسابقة العجيبة" (إنتاج 1961) و"عملية إي و"مغامرات شوريك" (1965) و"الذراع الالماسية" (1968) و"اسيرة القوقاز" (1966) وافلام درامية مثل " لقد حاربوا من اجل الوطن" من إخراج بوندارتشوك وفيلم "تشوتشيلو" وفيلم "20 يوما بدون حرب" وغيرها من الافلام.

## روابط خارجية
- يوري نيكولين على موقع IMDb (الإنجليزية)
- يوري نيكولين على موقع روتن توميتوز (الإنجليزية)
- يوري نيكولين على موقع ألو سيني (الفرنسية)
- يوري نيكولين على موقع ميوزك برينز (الإنجليزية)
- يوري نيكولين على موقع تيرنر كلاسيك موفيز (الإنجليزية)
- يوري نيكولين على موقع أول موفي (الإنجليزية)
- يوري نيكولين على موقع قاعدة بيانات الأفلام السويدية (السويدية)
- يوري نيكولين على موقع ديسكوغز (الإنجليزية)
- يوري نيكولين على موقع قاعدة بيانات الفيلم (الإنجليزية)
- يوري نيكولين على موقع كينوبويسك (الروسية)